# 石井隆之 (声優)
石井 隆之（いしい たかゆき、2月10日 - ）は、日本の男性声優。茨城県出身。アイムエンタープライズ所属。

## 来歴
日本ナレーション演技研究所出身。 2017年度よりアイムエンタープライズに所属。

## 人物
趣味は麻雀、テニス、ボウリング、ゲーム。特技はボイスパーカッション、モノマネ。資格は普通自動車免許。
方言は茨城弁。

## 出演
太字はメインキャラクター。

### テレビアニメ
2017年　
- 僕の彼女がマジメ過ぎるしょびっちな件（審判）

2018年
- アイドリッシュセブン（スタッフB）
- citrus（男性）
- ゴールデンカムイ（兵士達）
- デビルズライン（アナウンサー、ラジオニュース）
- グラゼニ（加藤） - 2シリーズ
- ハイスクールD×D HERO（記者）
- 七星のスバル（プレイヤー）
- ハイスコアガール（男子生徒B）
- INGRESS THE ANIMATION（ヒューロン警備員、劉の部下、アズマティ族、小型機 機長）
- メルクストーリア -無気力少年と瓶の中の少女-（ケセセラ）
- となりの吸血鬼さん（男性A）
- アイドルマスター SideM 理由あってMini!（店主）

2019年
- ドラえもん（テレビ朝日版第2期）（2019年 - 2025年、青年、背広男、ロンゲの男、カンガルー番長、登山客A）
- マナリアフレンズ（生徒B）
- Bラッパーズ ストリート（2019年 - 2020年、八百屋のオヤジさん、八百屋の女将さん、ぶんぶん丸、生徒A、体育教師、上西町役場職員、NAZO・P）
- なむあみだ仏っ!-蓮台 UTENA-（男性、男性客）
- クレヨンしんちゃん（2019年 - 2024年、店員C、戦闘員、セールの店員、犯人、客C）
- RobiHachi（宇宙人）
- 手品先輩（生徒）
- 魔王様、リトライ!（村人B）
- あんさんぶるスターズ!（男子生徒）
- スタミュ（生徒）
- ソードアート・オンライン アリシゼーション War of Underworld（2019年 - 2020年、修道士、偵察兵、衛士長、プレイヤー） - 2シリーズ
- ポチっと発明 ピカちんキット（ボクサーの男）
- 忍たま乱太郎（山賊）
- Fate/Grand Order -絶対魔獣戦線バビロニア-（ウルク兵士）
- 警視庁 特務部 特殊凶悪犯対策室 第七課 -トクナナ-（警官B）

2020年
- ID:INVADED イド:インヴェイデッド（救急隊員A、刑事B、隊員、警官、刑事 他）
- はてな☆イリュージョン（緑のしもべ）
- とある科学の超電磁砲T（敵高男子）
- pet（桂木〈少年期〉、パーティー会場の給仕）
- 天晴爛漫!（元ボクサー、路地裏の男、エンジニア、ダイナー客、記者 他）
- シャドウバース（TV司会者）
- 禍つヴァールハイト -ZUERST-（宅配業者の上司、ヘッドキーパーの協力者、祭壇の村の村人、小隊長、帝都の検問官 他）
- くまクマ熊ベアー（街の男A）
- まえせつ!（お客）
- 名探偵コナン（2020年 - 2024年、男性、MCの声）

2021年
- 蜘蛛ですが、なにか?（ホーキン）
- 裏世界ピクニック（半グレたち）
- 恋と呼ぶには気持ち悪い（先生、教師）
- セブンナイツ レボリューション -英雄の継承者-（生徒）
- ミュークルドリーミー みっくす!（館長）
- 先輩がうざい後輩の話（不良B、男性社員A、会社員A）
- カードファイト!! ヴァンガード overDress（客）
- 境界戦機（2021年 - 2022年、レジスタンス隊員、ヤタガラス隊員） - 2シリーズ

2022年
- オリエント（見物人、武士）
- スローループ（男性係員）
- 理系が恋に落ちたので証明してみた。r=1-sinθ（おっさん）
- ヒーラー・ガール（観客達）
- 処刑少女の生きる道（市民）
- Engage Kiss（ザ・ジャスティス）
- 邪神ちゃんドロップキックX（川端さん）
- Extreme Hearts（観客）
- 遊☆戯☆王ゴーラッシュ!!
- VAZZROCK THE ANIMATION（カメラマン）
- 惑星のさみだれ（ヤクザ）
- 夫婦以上、恋人未満。（生徒達）
- 弱虫ペダル LIMIT BREAK（観客）
- 勇者パーティーを追放されたビーストテイマー、最強種の猫耳少女と出会う（私兵E）
- チェンソーマン（子分A）

2023年
- TRIGUN STAMPEDE
- スパイ教室
- トモちゃんは女の子!（客）
- マッシュル-MASHLE-（部下）
- THE MARGINAL SERVICE（境界人）
- おかしな転生（副官）

2024年
- 戦国妖狐（開天の十聖）
- 花野井くんと恋の病（観客）
- Lv2からチートだった元勇者候補のまったり異世界ライフ（町の男）
- 怪獣8号（職員）
- ラーメン赤猫（クレーマー）
- ハズレ枠の【状態異常スキル】で最強になった俺がすべてを蹂躙するまで（兵士、ナゾート、人面種）
- アイドルマスター シャイニーカラーズ 2nd season（八百屋）

2025年
- わたしの幸せな結婚
- 異修羅（魔王軍）
- 戦隊レッド 異世界で冒険者になる（労働者）
- ゴリラの神から加護された令嬢は王立騎士団で可愛がられる（受験生）
- ンめねこ（おともだち、うしさん、陶芸の先生、てるてる坊主、ナレーション 他）
- 気絶勇者と暗殺姫（門番）
- クレバテス-魔獣の王と赤子と屍の勇者-（酒場の客、自警団員）

### 劇場アニメ
- 劇場版 のんのんびより ばけーしょん（2018年、インストラクター）
- クレヨンしんちゃん 新婚旅行ハリケーン 〜失われたひろし〜（2019年、仮面族）
- 劇場版 SHIROBAKO（2020年、戦闘員G[3]）
- ARIA The CREPUSCOLO（2021年、コンサート客）
- 映画 さよなら私のクラマー ファーストタッチ（2021年、相手部員）
- 竜とそばかすの姫（2021年）
- 劇場版 ソードアート・オンライン -プログレッシブ- 星なき夜のアリア（2021年）
- SAND LAND（2023年、盗賊団員）

### OVA
- Re:ゼロから始める異世界生活 氷結の絆（2019年、チャップの部下）

### Webアニメ
- みるタイツ（2019年、生徒）
- オルタード・カーボン: リスリーブド（2020年、Taniguchi）
- 爆丸エボリューションズ（2022年、職員）
- SAND LAND: THE SERIES（2024年、アパト村村人、盗賊団員、サンドランド国王軍兵士）
- カイリューとゆうびんやさん（2025年）

### ゲーム
2010年代
- スマッシュ&マジック（2017年、バーン）
- 天地の如く 〜激乱の三国志〜（2018年）
- 十三機兵防衛圏（2019年、比治山隆俊）
- ラストクラウディア（2019年、氷の皇帝セイリオス）

2020年
- クイズRPG 魔法使いと黒猫のウィズ（ザラジュラム）
- モンスターストライク（2020年 - 2023年、鍾会、コキュートス、エンペディオス）
- ワールドフリッパー（シエル）

2021年
- AFKアリーナ（イゾルデ、ホジキン、ザスク、トレズナー、アラロー）
- 鬼滅の刃 ヒノカミ血風譚

2022年
- クァンタムマキ（ケイン）
- キャプテン翼〜たたかえドリームチーム〜（ビーカム）

2023年
- 白猫プロジェクト
- 信長の野望 出陣（2023年 - 、吉川元春、高坂昌信、結城政勝）
- ストリートファイター6（市民）
- BLUE PROTOCOL

2024年
- ユニコーンオーバーロード（ナイジェル）
- メタファー：リファンタジオ
- ドラゴンクエストX 未来への扉とまどろみの少女 オンライン（処刑人ゲムザ、処刑人ドブナ、処刑人バルマ、リヘイ、管理端末Q485）
- ロマンシング サガ2 リベンジオブザセブン（シャールカーン）

### BLCD
- 愛の本能に従え!（2020年、上級生[14]）

### 吹き替え
- キスから始まるものがたり2（2020年、ランディ）
- HEARTSTOPPER ハートストッパー（2022年、クリスチャン、オーティス 他）
- 悪魔のいけにえ -レザーフェイス・リターンズ-（2022年）
- THE WITCH/魔女 -増殖-（2023年、ヨンドゥ〈チン・グ〉[15]）
- 龍族 -The Blazing Dawn-（2024年、七つの大罪、医師）
- RINGING FATE（2025年、解説男、配達男）
- ふたりで終わらせる/IT ENDS WITH US（2025年）

### ボイスドラマ
- ブサ猫に変えられた気弱令嬢ですが、最恐の軍人公爵に拾われて気絶寸前です（2023年、給仕人） - アニメイトもしくはAmazonのコミックス購入特典[16]

### デジタルコミック
- ジャンプチャンネル
  - 六とゆき（2021年、悪代官、町奉行）
  - 炎眼のサイクロプス（2021年、マネージャー）
  - 忍SS（2021年、風魔忍）
  - ネオンヴァンパイア（2022年、魔人）
  - 殺っちゃん（2022年、権堂平次）
- アンジェンテ
  - オメガの婿取り（2022年、見合い相手4、若衆1、他組ヤクザ3[17]）
- ゼロサムYouTubeチャンネル
  - 銭湯とヴァンパイア（2022年、ルカ・エーデルモント・フィンスターニス[18]）
  - 災禍の神は願わない（2023年、オシリス[19]）
  - 鬼の妻問い 〜孤高の鬼は無垢な花嫁を溺愛する〜（2023年、百の父親[20]）

### オーディオブック
- よるのばけもの（2018年、元田の友達A）

### 人形劇
- Thunderbolt Fantasy 東離劍遊紀3（2021年、男B）

### その他のコンテンツ
- サテライツ（2021年、だいち[21]）

### シリーズ一覧
1. ↑  シーズン1（2018年）、シーズン2（2018年）
2. ↑  第1クール（2019年）、第2クール（2020年）
3. ↑  第一部（2021年）、第二部（2022年）

### 初出話一覧
1. 1 2  第11話初出
2. 1 2  第3話初出
3. 1 2 3 4  第9話初出
4. ↑  第1話初出
5. 1 2 3  第10話初出
6. ↑  第16話初出
7. ↑  第22話初出
8. ↑  第2話初出
9. 1 2  第4話初出
10. 1 2  第6話初出
11. 1 2  第13話初出
12. ↑  第8話初出